# زيارت كت غرغ (محمد أباد كرمان)
زیارت کت غرغ (بالفارسية: زیارت کت گرگ) هي منطقة سكنية تقع في إيران في Mohammadabad Rural District. يقدر عدد سكانها بـ 445 نسمة بحسب إحصاء 2016.